# Haréville
Haréville (inoffiziell und unter anderem auf den Ortseingangsschildern Haréville-sous-Montfort) ist eine französische Gemeinde mit 470 Einwohnern (Stand: 1. Januar 2022) im Département Vosges in der Region Grand Est (bis 2015 Lothringen). Sie gehört zum Arrondissement Neufchâteau und zum Gemeindeverband Terre d’Eau.

## Geografie
Die Gemeinde Haréville liegt zwei Kilometer östlich der Mineralwasserstadt Vittel auf der Wasserscheide zwischen den Einzugsgebieten von Rhein und Maas. Umgeben wird Haréville von den Nachbargemeinden La Neuveville-sous-Montfort im Norden, Remoncourt im Nordosten und Osten, Monthureux-le-Sec im Südosten, Valleroy-le-Sec im Süden sowie Vittel im Westen.

## Bevölkerungsentwicklung
| Jahr      | 1962 | 1968 | 1975 | 1982 | 1990 | 1999 | 2006 | 2013 | 2021 |
| Einwohner | 253  | 248  | 295  | 389  | 429  | 475  | 524  | 495  | 475  |

Im Jahr 2008 wurde mit 538 Bewohnern die bisher höchste Einwohnerzahl ermittelt. Die Zahlen basieren auf den Daten von cassini.ehess und INSEE. Zwischen 1968 und 2008 verdoppelte sich die Einwohnerzahl von Haréville, was auf die Anlage des Neubaugebietes Les Petits Pâquis zurückzuführen ist. Hier fanden viele Zuzügler aus der nahen Stadt Vittel günstigen Baugrund vor.

## Sehenswürdigkeiten

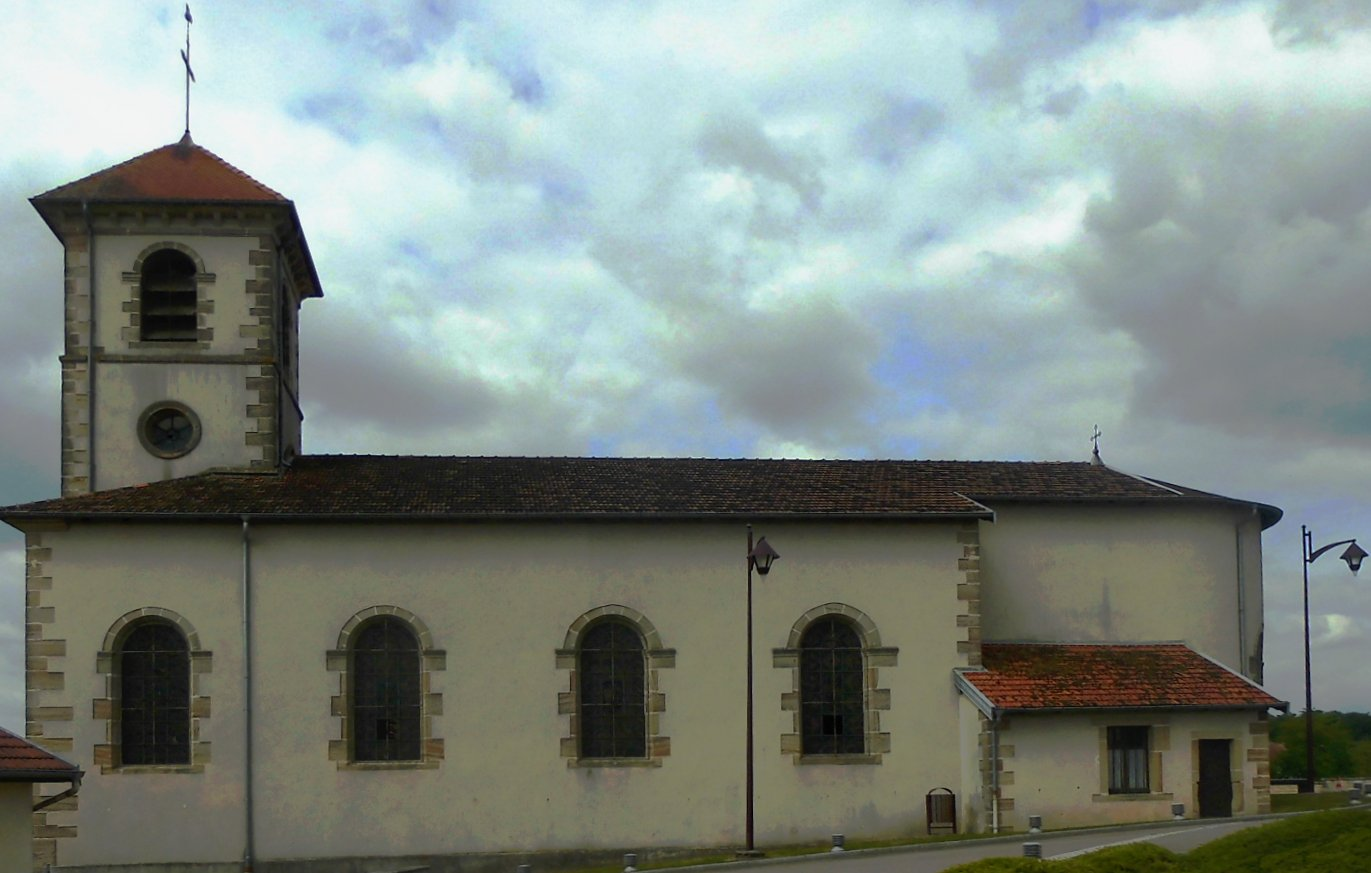
Kirche Saint-Ferréol und Saint-Ferjeux
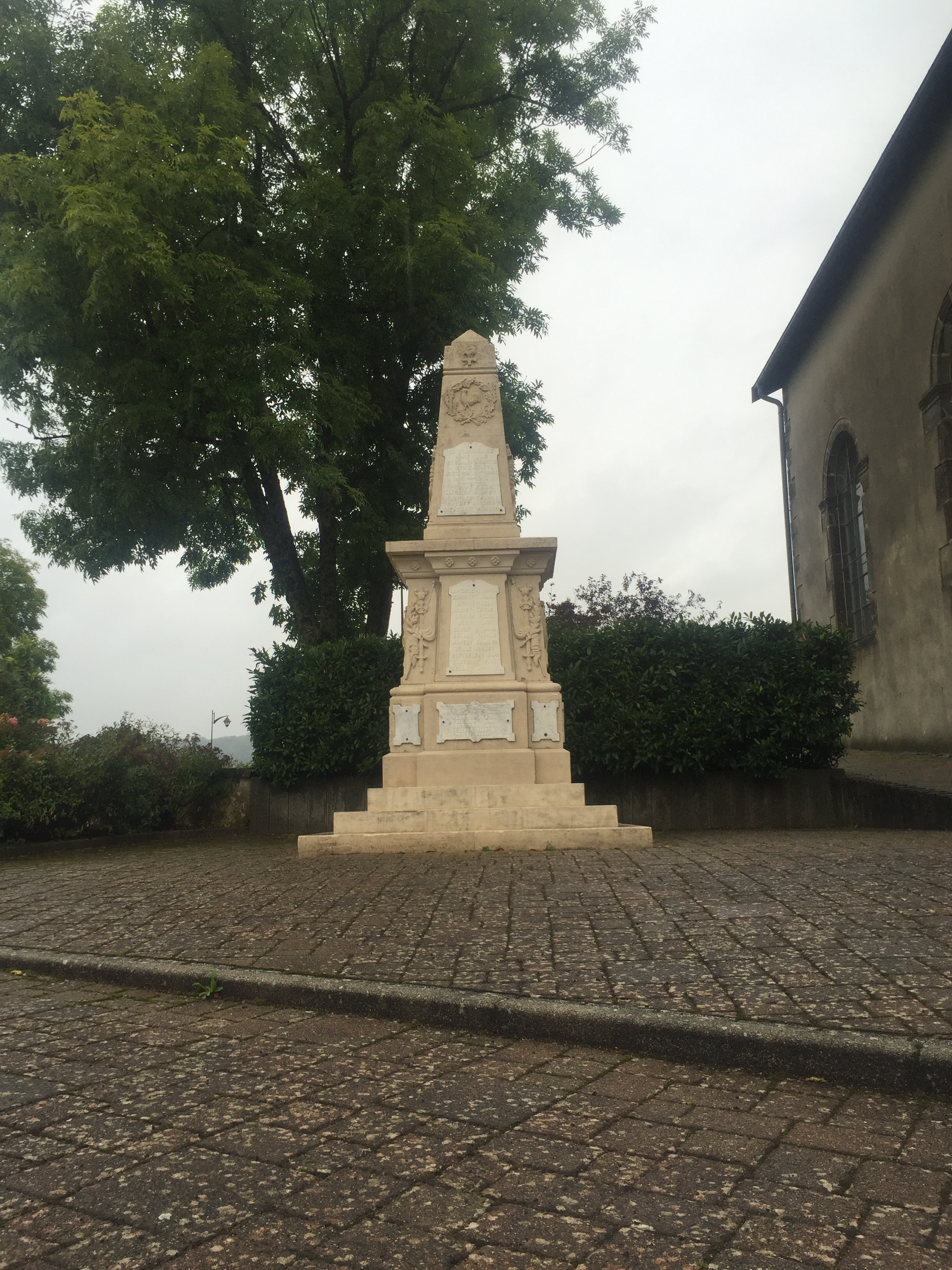
Gefallenendenkmal

- Kirche Saint-Ferréol und Saint-Ferjeux
- Gefallenendenkmal

## Wirtschaft und Infrastruktur
In der Gemeinde Haréville sind sieben Landwirtschaftsbetriebe ansässig (Rinderzucht, Milchproduktion).
Durch die Gemeinde Haréville führt die Fernstraße D 429 von Vittel nach Mirecourt. In der zwölf Kilometer westlich gelegenen Gemeinde Bulgnéville besteht ein Anschluss an die Autoroute A 31. Durch die Gemeinde Haréville führt die Bahnstrecke Merrey–Hymont-Mattaincourt.

## Belege
1. ↑  Haréville auf cassini.ehess
2. ↑  Haréville auf INSEE
3. ↑  Landwirtschaftsbetriebe auf annuaire-mairie.fr (französisch)